# فيلادلفيا
فيلادلفيا (بالإنجليزية: Philadelphia) وتُعرف محليًا باسم "فيلي"، هي المدينة الأكثر اكتظاظًا بالسكان في ولاية بنسلفانيا الأمريكية، وسادس أكبر مدينة من حيث عدد السكان في الولايات المتحدة، حيث بلغ عدد سكانها 1,603,797 نسمة حسب تعداد عام 2020. وتُمثل المدينة النواة الحضرية لمنطقة فيلادلفيا الحضرية (المعروفة أحيانًا باسم وادي ديلاوير)، وهي سابع أكبر منطقة حضرية في البلاد، وتاسع أكبر منطقة إحصائية مجمّعة، بعدد سكان يبلغ 6.245 مليون و7.379 مليون نسمة على التوالي.
تأسست فيلادلفيا عام 1682 على يد ويليام بن، وهو بروتستانتي إنجليزي وناشط في مجال الحرية الدينية، وكانت عاصمة مقاطعة بنسلفانيا الاستعمارية. لعبت المدينة دورًا محوريًا وتاريخيًا خلال الثورة الأمريكية والحرب الثورية، إذ استضافت المؤتمر القاري الأول عام 1774، ثم المؤتمر القاري الثاني الذي تم فيه تشكيل الجيش القاري، واختيار جورج واشنطن قائدًا له، واعتماد إعلان الاستقلال في 4 يوليو 1776. سقطت المدينة مؤقتًا بيد الجيش البريطاني خلال حملة فيلادلفيا في الحرب، الذي احتلها لمدة تسعة أشهر من سبتمبر 1777 إلى يونيو 1778.
في عام 1787، وبعد انتهاء الحرب الثورية وإعلان الاستقلال، تم التصديق على الدستور الأمريكي في فيلادلفيا خلال مؤتمر فيلادلفيا. وظلت المدينة الأكبر في البلاد حتى عام 1790، وشغلت منصب العاصمة الأمريكية من 10 مايو 1775 إلى 12 ديسمبر 1776، ثم في أربع مناسبات أخرى حتى عام 1800، عندما اكتمل بناء العاصمة الوطنية الجديدة في واشنطن العاصمة.
تُواصل فيلادلفيا أداء دور مؤثر في ميادين الأعمال والصناعة، والفنون، والرياضة، والموسيقى، محتفظةً بمكانتها كمركز حضري نشط. وتبرز المدينة كمحور رئيسي للتعليم العالي والبحث العلمي، إذ تحتضن 17 جامعة وكلية تقدّم برامج دراسية لأربع سنوات. وعلى الصعيد الثقافي، تُعرف فيلادلفيا بأنها من أبرز المدن الأمريكية، لاحتوائها على أكبر عدد من الجداريات والمنحوتات في الهواء الطلق. كما تُعدّ حديقة فيرمونت، إلى جانب حديقة وادي ويساهيكون المجاورة، من بين أوسع المساحات الخضراء الحضرية في الولايات المتحدة والعالم، حيث تمتدان على مساحة تبلغ 2,052 فدانًا (ما يعادل 830 هكتارًا).
تشتهر فيلادلفيا بفنونها وثقافتها ومأكولاتها، فضلًا عن تاريخها في الحقبة الاستعمارية والثورة الأمريكية. ففي عام 2016، استقطبت المدينة 42 مليون سائح محلي أنفقوا 6.8 مليار دولار، ما شكّل أثرًا اقتصاديًا يُقدّر بـ11 مليار دولار للمدينة والمقاطعات المحيطة بها في بنسلفانيا. وبوجود خمسة فرق رياضية محترفة، تُعدّ فيلادلفيا من بين أفضل المدن في البلاد لعشاق الرياضة، بفضل قاعدة جماهيرية معروفة بولائها وحماسها الشديد. كما تضم المدينة مجتمعًا نشطًا ثقافيًا وخيريًا من مجتمع الشواذ، ولعبت دورًا تاريخيًا ومستمرًا في تطور الموسيقى الأمريكية، خصوصًا في أنواع السول والروك والريذم أند بلوز.
في عام 2023، بلغ الناتج المحلي الإجمالي لمنطقة فيلادلفيا الحضرية نحو 557.6 مليار دولار أمريكي، وتضم المنطقة 13 مقرًا رئيسيًا لشركات مدرجة في قائمة فورتشن 500. كما تُعدّ واحدة من المراكز الخمسة الكبرى لرأس المال الاستثماري في البلاد، مستفيدة من قربها الجغرافي من النظم المالية وريادة الأعمال في مدينة نيويورك، والبيئة التنظيمية الفيدرالية في واشنطن العاصمة. وتُعد المنطقة أيضًا مركزًا حيويًا في قطاع التكنولوجيا الحيوية. ويُعد سوق فيلادلفيا المالي، المملوك لنازداك منذ عام 2008، أقدم بورصة مالية في البلاد، وواحدة من أبرز الجهات عالميًا في تداول الخيارات المالية.
تُعدّ محطة "30 ستريت" للقطارات ثالث أكثر محطات "أمتراك" ازدحامًا على مستوى الولايات المتحدة، حيث سجلت أكثر من 4.1 مليون مسافر في عام 2023. وتتميز فيلادلفيا ببنية تحتية متكاملة للنقل والخدمات اللوجستية، تشمل مطار فيلادلفيا الدولي، الذي يُعدّ محورًا رئيسيًا للرحلات العابرة للأطلسي ووجهة وطنية مهمة، بالإضافة إلى ميناء "فيلا بورت" الذي يشهد نموًا متسارعًا، والطريق السريع I-95 الذي يُمثل شريانًا حيويًا يربط بين مدن الساحل الشرقي الأمريكي.
تُعرف فيلادلفيا أيضًا بريادتها في العديد من "السوابق الوطنية"، مثل: أول مكتبة عامة (1731)، أول مستشفى (1751)، أول كلية طب (1765)، أول عاصمة وطنية (1774)، أول جامعة بحسب بعض المصادر (1779)، أول بنك مركزي (1781)، أول سوق مالي (1790)، أول حديقة حيوانات (1874)، وأول كلية إدارة أعمال (1881). تحتوي المدينة على 67 موقعًا مصنفًا كمعالم تاريخية وطنية، بما في ذلك قاعة الاستقلال. ومنذ تأسيسها في القرن السابع عشر وحتى اليوم، كانت فيلادلفيا مهدًا أو موطنًا للعديد من الشخصيات الأمريكية البارزة والمؤثرة.

## التاريخ

### الشعوب الأصلية
قبل وصول الأوروبيين في أوائل القرن السابع عشر، كانت قبيلة اللينابي [الإنجليزية]، المعروفة أيضًا باسم "هنود ديلاوير"، تقيم في قرية شاكاماكسون [الإنجليزية]الواقعة في ما يُعرف اليوم بمدينة فيلادلفيا والمناطق المحيطة بها. تاريخيًا، عاش اللينابي على امتداد حوض نهر ديلاوير، والجزء الغربي من جزيرة لونغ آيلاند، ووادي نهر هدسون السفلي. وخلال القرن الثامن عشر، أُجبر معظم أفراد القبيلة على مغادرة المنطقة نتيجة لتوسع المستعمرات الثلاث عشرة الأصلية، وتفاقم الأمر بسبب الخسائر الناجمة عن الصراعات القبلية الداخلية.
كما أضعفت الأمراض الجديدة التي جلبها الأوروبيون—وخاصة الجدري—مجتمعات اللينابي، إلى جانب النزاعات المتكررة مع الأوروبيين أنفسهم. وكانت قبائل الإيروكوا تهاجمهم أحيانًا أيضًا. انتقل من تبقّى من اللينابي إلى أعالي حوض نهر أوهايو، ثم بدأوا بالتحرك غربًا بعد الحرب الثورية الأمريكية وتأسيس الولايات المتحدة. وفي ستينيات القرن التاسع عشر، قامت الحكومة الفيدرالية الأمريكية بترحيل معظم من تبقى من اللينابي في شرق البلاد إلى "أراضي الهنود" الواقعة في ما يُعرف اليوم بولاية أوكلاهوما والمناطق المجاورة، وذلك ضمن سياسة إزالة الهنود من أراضيهم.

### الحقبة الاستعمارية
دخل الأوروبيون إلى فيلادلفيا ووادي ديلاوير [الإنجليزية] المحيط بها لأول مرة في أوائل القرن السابع عشر. أنشأ المستعمرون الهولنديون أولى المستوطنات، حيث بنوا حصن ناسو على نهر ديلاوير في عام 1623، في ما يُعرف اليوم بمدينة بروكلون في ولاية نيوجيرسي. واعتبر الهولنديون كامل وادي نهر ديلاوير جزءًا من مستعمرتهم "هولندا الجديدة".
وفي عام 1638، أسّس المستوطنون السويديون، بقيادة منشقين هولنديين، مستعمرة "السويد الجديدة" عند حصن كريستينا [الإنجليزية]، الذي يقع حاليًا في مدينة ويلمنغتون بولاية ديلاوير، وسرعان ما امتد نفوذهم في أنحاء الوادي. وفي عام 1644، دعمت السويد الجديدة قبائل السسكويهاناك [الإنجليزية] في حربهم ضد مستعمري ماريلاند. وردًا على هذا التوسع، بنى الهولنديون حصن "بيفرسريدي" في عام 1648 على الضفة الغربية لنهر ديلاوير، جنوب نهر سكولكيل [الإنجليزية]، بالقرب من منطقة إيستويك الحالية في فيلادلفيا، لتأكيد سيطرتهم مجددًا على المنطقة. وردّ السويديون ببناء حصن "نيا كورشولم" (كورشولم الجديدة)، سُمّي بذلك تيمنًا بمدينة فنلندية ذات غالبية سويدية.
في عام 1655، قاد المدير العام لهولندا الجديدة بيتر ستويفيسانت حملة عسكرية هولندية استولت على المستعمرة السويدية، منهيةً بذلك مطالبها بالاستقلال. استمر المستوطنون السويديون والفنلنديون في الاحتفاظ بميليشياتهم الخاصة، ودينهم، ومحاكمهم، وتمتعوا بحكم ذاتي كبير تحت الإدارة الهولندية. في عام 1664، استولت أسطول إنجليزي على مستعمرة هولندا الجديدة، رغم أن الوضع لم يتغير بشكل جوهري حتى عام 1682، عندما تم إدراج المنطقة ضمن ميثاق ويليام بن لفنسلفانيا.

### الثورة الأمريكية
أكسب الموقع المركزي لمدينة فيلادلفيا وأهميتها الاستراتيجية في المستعمرات مكانة طبيعية كمركز رئيسي للثوار الأمريكيين. وبحلول خمسينيات القرن الثامن عشر، تجاوزت فيلادلفيا مدينة بوسطن لتُصبح أكبر مدينة وأكثر الموانئ ازدحامًا في أمريكا البريطانية، وثاني أكبر مدينة في كامل الإمبراطورية البريطانية بعد لندن.

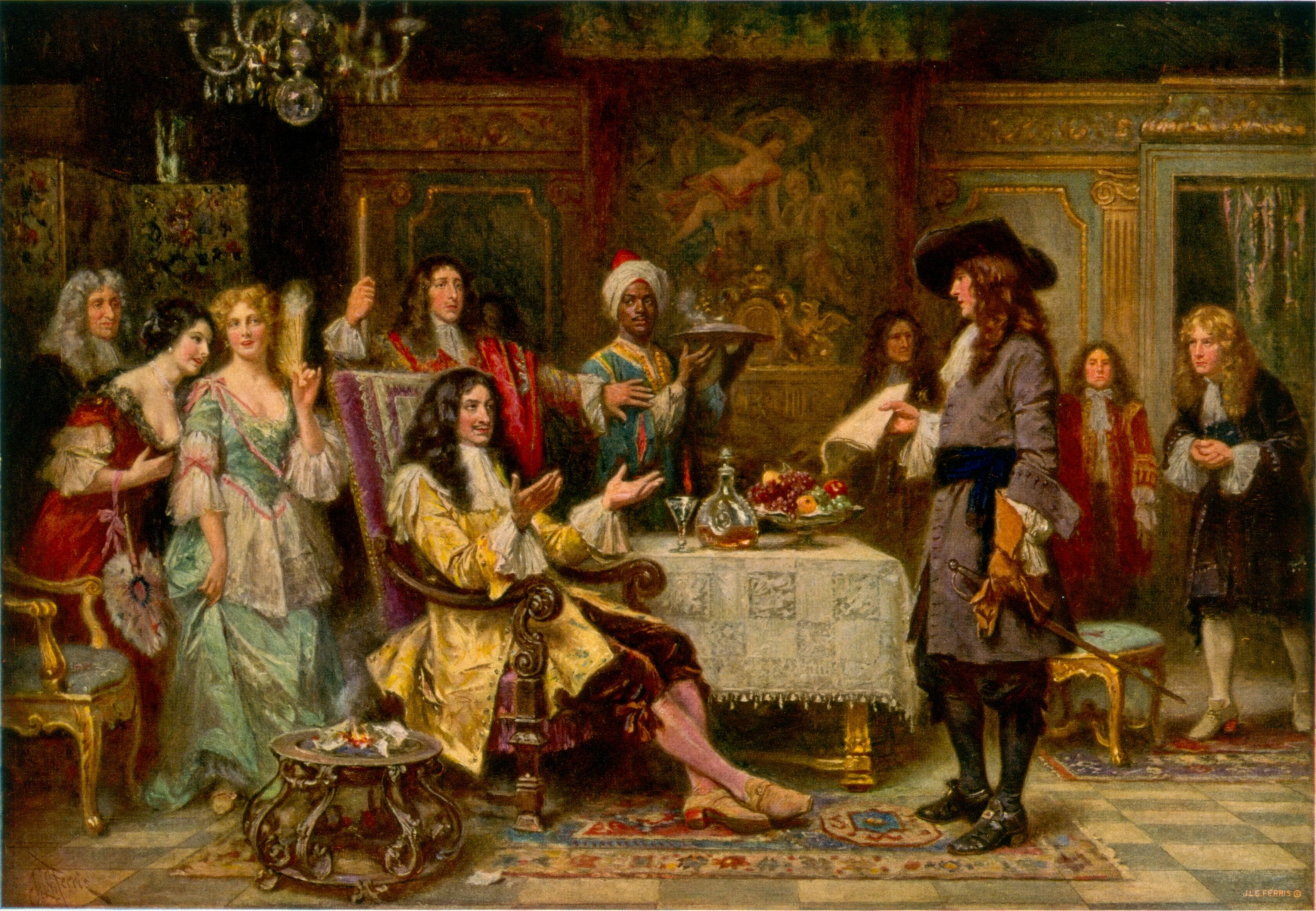
ويليام بن (وهو يحمل ورقة) والملك تشارلز الثاني في لوحة «ميلاد بنسلفانيا 1680»، للفنان جان ليون جيروم فيريس.

وفي عام 1774، ومع تصاعد السخط تجاه سياسات الحكومة البريطانية تجاه المستعمرات وتنامي الدعم لفكرة الاستقلال، استضافت فيلادلفيا "المؤتمر القاري الأول" في قاعة النجارين [الإنجليزية]، حيث أرسلت 12 من المستعمرات الثلاث عشرة الأصلية ممثلين عنها للمشاركة في أعمال المؤتمر.
من عام 1775 حتى 1781، استضافت فيلادلفيا المؤتمر القاري الثاني، حيث تبنى 56 مندوبًا بالإجماع إعلان الاستقلال داخل المبنى الذي كان يُعرف آنذاك باسم دار ولاية بنسلفانيا، والذي أعيد تسميته لاحقًا بـ "قاعة الاستقلال". كتب الإعلان في معظمه توماس جيفرسون من شقته في الطابق الثاني في شارع ماركت، على مسافة قريبة سيرًا على الأقدام من قاعة الاستقلال. وصف المؤرخ الحائز على جائزة بوليتزر، جوزيف إليس، الإعلان بأنه "أقوى وأكثر الكلمات تأثيرًا في التاريخ الأمريكي"، وكان تبنيه بمثابة إعلان حرب ضد بريطانيا العظمى. ومنذ اعتماد إعلان الاستقلال في 4 يوليو 1776، استُشهد بتوقيعه عالميًا وبشكل متكرر من قبل شعوب مختلفة تسعى إلى الاستقلال والحرية. كما أصبح، منذ ذلك الحين، أساسًا للاحتفال السنوي من قبل الأمريكيين؛ وفي عام 1938، تم إضفاء الطابع الرسمي على هذا الاحتفال ليصبح "يوم الاستقلال"، وهو أحد أحد عشر عطلة اتحادية رسمية في الولايات المتحدة [الإنجليزية].
بعد هزيمة جورج واشنطن في معركة برانديواين في بلدة تشادز فورد، في 11 سبتمبر 1777، خلال حملة فيلادلفيا، أصبحت العاصمة الثورية فيلادلفيا بلا دفاع، واستعدت المدينة لما كان يُعتقد أنه هجوم بريطاني حتمي. وبسبب إمكانية إعادة صهر الأجراس بسهولة لتحويلها إلى ذخائر، تم بسرعة نزع جرس الحرية، الذي كان يُعرف آنذاك بجرس ولاية بنسلفانيا، وأجراس من كنيستين في فيلادلفيا، هما كنيسة المسيح وكنيسة القديس بطرس، ونُقلت على متن قوافل محمية بشدة خارج المدينة. تم نقل جرس الحرية إلى كنيسة صهيون الألمانية الإصلاحية في بلدة نورثامبتون، التي تُعرف اليوم بـ «ألينتاون»، حيث تم إخفاؤه تحت ألواح أرضية الكنيسة لمدة تسعة أشهر من سبتمبر 1777 حتى انسحاب القوات البريطانية من فيلادلفيا في يونيو 1778. وقعت معركتان من حرب الاستقلال داخل حدود مدينة فيلادلفيا: حصار قلعة ميفلين، الذي جرى بين 26 سبتمبر و16 نوفمبر 1777، ومعركة جيرمانتاون التي دارت في 4 أكتوبر 1777.

### القرن التاسع عشر
احتضنت فيلادلفيا طوال القرن التاسع عشر مجموعة متنوعة من الصناعات والأعمال، وكانت صناعة النسيج الأكبر بينها. ومن بين أبرز الشركات الكبرى التي ازدهرت في المدينة خلال القرن التاسع عشر وبداية القرن العشرين: شركة "بالدوين لصناعة القاطرات"، وشركة "ويليام كرامب آند سونز لبناء السفن"، وشركة "سكك حديد بنسلفانيا".

لجنة الخمسة تقدم مسودتها لإعلان الاستقلال في قاعة الاستقلال بتاريخ 28 يونيو 1776، كما هو مصوَّر في لوحة تعود لعام 1818 للفنان جون ترمبول؛ وقد وصف المؤرخ جوزيف إليس الإعلان بأنه "أقوى وأكثر الكلمات تأثيرًا في التاريخ الأمريكي."

وفي عام 1870، تأسست "جمعية كتّاب العقود في فيلادلفيا"، وحصلت على ميثاق رسمي من الولاية في العام التالي. كما شُيّدت مكانة المدينة الصناعية واحتُفي بها خلال المعرض المئوي في عام 1876، الذي أُقيم بمناسبة الذكرى المئوية للولايات المتحدة، وكان أول معرض عالمي رسمي يُنظَّم في البلاد.
استقر المهاجرون، الذين كانوا في الغالب من أيرلندا وألمانيا، في فيلادلفيا والمناطق المحيطة بها. وكان هؤلاء المهاجرون مسؤولين إلى حد كبير عن أول إضراب عام في أمريكا الشمالية عام 1835 [الإنجليزية]، حيث تمكن العمال في المدينة من تحقيق يوم عمل مدته عشر ساعات. وكانت المدينة وجهة لآلاف المهاجرين الأيرلنديين الفارين من المجاعة الكبرى في أربعينيات القرن التاسع عشر؛ وقد تم تطوير مساكن لهم جنوب شارع ساوث، والتي احتلها لاحقًا مهاجرون جدد. أسس هؤلاء المهاجرون شبكة من الكنائس والمدارس الكاثوليكية، وهيمنوا على هيئة رجال الدين الكاثوليك لعقود طويلة. شهدت فيلادلفيا في عام 1844 أعمال شغب عنصرية معادية للأيرلنديين والكاثوليك. وأسهم الارتفاع السكاني في المناطق المحيطة في إقرار قانون التوحيد لعام 1854، الذي وسّع حدود المدينة من مركز المدينة الذي كان مساحته 2 ميل مربع (5.2 كم²) إلى حوالي 134 ميل مربع (350 كم²) من مقاطعة فيلادلفيا. في النصف الثاني من القرن التاسع عشر وحتى بداية القرن العشرين، استقر في المدينة مهاجرون من روسيا وأوروبا الشرقية وإيطاليا، إضافة إلى الأمريكيين الأفارقة القادمين من جنوب الولايات المتحدة.
مثلت فيلادلفيا في الحرب الأهلية الأمريكية فرقة واشنطن غريز. وزاد عدد السكان الأمريكيين الأفارقة في فيلادلفيا من 31,699 في عام 1880 إلى 219,559 في عام 1930، وذلك نتيجة للهجرة الكبرى من الجنوب.

### القرن العشرون
بحلول القرن العشرين، تمتعت فيلادلفيا بهيمنة آلة سياسية جمهورية متجذرة وسكان يشعرون بالرضا عن الوضع القائم.في عام 1910، أدى إضراب عام إلى شل المدينة بأكملها.

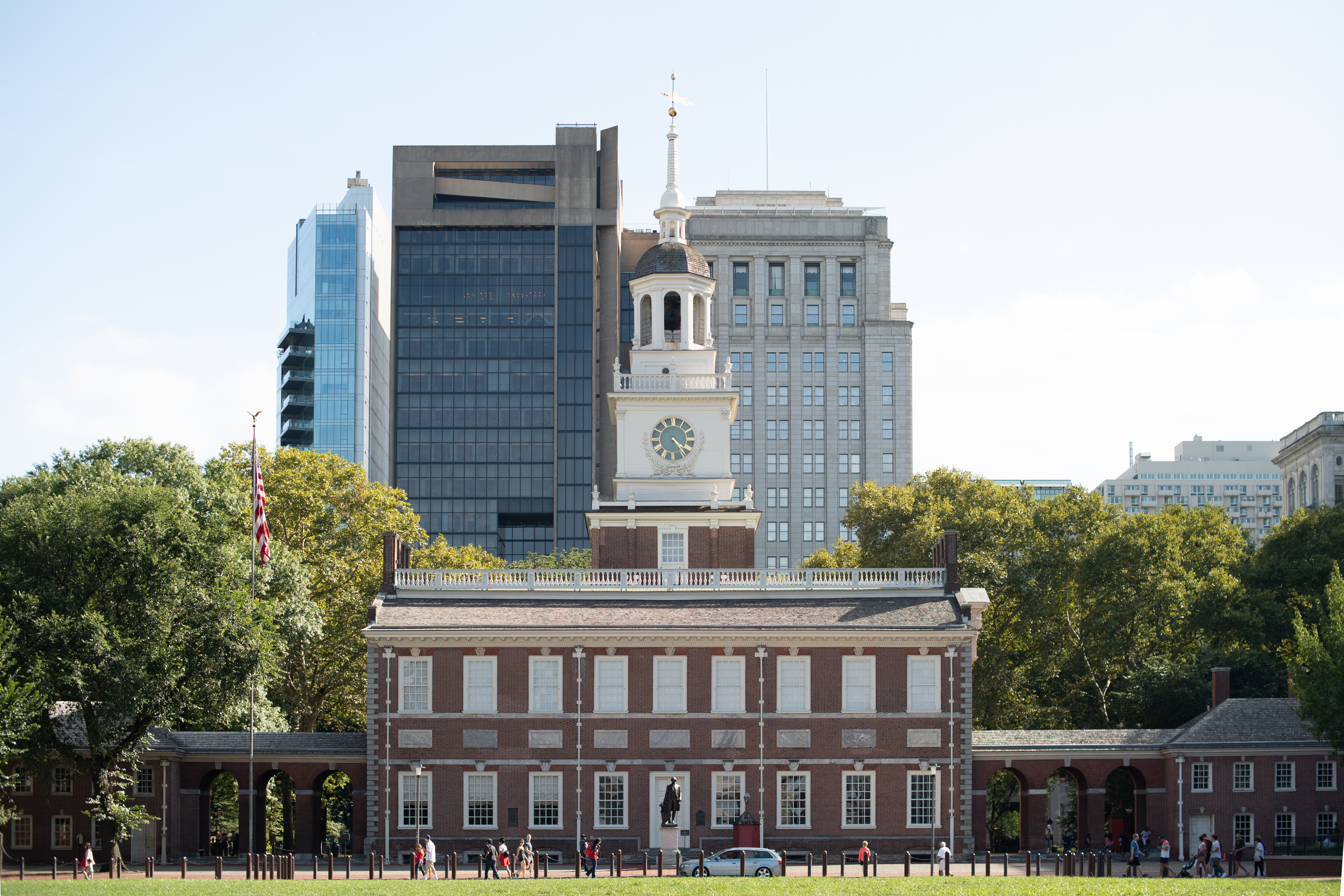
قاعة الاستقلال في شارع تشستنت بين الشارعين الخامس والسادس، حيث تم توقيع إعلان الاستقلال في 4 يوليو 1776، وتصديق الدستور في 21 يونيو 1788 على التوالي.

في عام 1917، وبعد حالة من الغضب بسبب مقتل ضابط شرطة فيلادلفيا خلال سنة الانتخابات، تقلص مجلس المدينة من مجلسين إلى مجلس واحد فقط. في يوليو 1919، كانت فيلادلفيا واحدة من أكثر من 36 مدينة صناعية على الصعيد الوطني شهدت شغبًا عرقيًا خلال "الصيف الأحمر" في أعقاب الاضطرابات التي شهدتها فترة ما بعد الحرب العالمية الأولى، حيث تنافس المهاجرون الجدد مع السود على فرص العمل. في عشرينيات القرن العشرين، أدت مخالفة قوانين الحظر بشكل علني وانتشار الجريمة المنظمة والعنف العصابي وتورط الشرطة الفاسدة في أنشطة غير قانونية إلى تعيين اللواء سميدلي بتلر من مشاة البحرية الأمريكية مديرًا للأمن العام في المدينة، إلا أن الضغوط السياسية حالت دون تحقيق نجاح طويل الأمد في مكافحة الجريمة والفساد.
في عام 1940، كان البيض غير المنتمين للأصول الإسبانية يشكلون حوالي 86.8% من سكان فيلادلفيا. وصل عدد السكان إلى ذروته بأكثر من مليوني نسمة في عام 1950، لكنه بدأ يتراجع مع إعادة هيكلة الصناعات التي أدت إلى فقدان العديد من الوظائف النقابية للطبقة الوسطى. كما دفع توسع الضواحي الكثير من السكان الأثرياء إلى مغادرة المدينة نحو البلدات المجاورة التي كانت تعتمد على السكك الحديدية للسفر، حيث وجدوا مساكن جديدة. هذا التراجع في القاعدة الضريبية للمدينة وموارد الحكومة المحلية تسبب في فترة طويلة من الصعوبات، حتى اقتربت المدينة من الإفلاس في أواخر الثمانينيات.
في عام 1985، شهد حي كوبس كريك تفجيرًا نفذته حركة مووف باستخدام مروحيات المدينة، مما أسفر عن مقتل 11 شخصًا وتدمير 61 منزلًا.
بدأت عمليات إحياء وتجديد الأحياء في أواخر السبعينيات واستمرت حتى القرن الحادي والعشرين، خاصة في أحياء مركز المدينة وحي الجامعة، لكن هذا أدى إلى تفاقم نقص المساكن ذات الأسعار المعقولة. بعد خروج العديد من المصانع والشركات أو إغلاقها، تحول اقتصاد فيلادلفيا إلى جذب شركات الخدمات وتسويق المدينة كوجهة سياحية. وتم بناء ناطحات سحاب زجاجية وحديثة في مركز المدينة ابتداءً من الثمانينيات. كما جُدّدت المناطق التاريخية مثل المدينة القديمة وسوسايتي هيل خلال فترة رئاسة عمداء إصلاحيين من خمسينيات إلى ثمانينيات القرن الماضي، مما جعلها من أكثر أحياء مركز المدينة جاذبية. وبفضل تدفق المهاجرين من مختلف أنحاء العالم عبر فيلادلفيا كبوابة دخول إلى الولايات المتحدة، عكست المدينة اتجاه تراجع سكانها الذي استمر بين 1950 و2000، حيث فقدت نحو 25% من سكانها خلال تلك الفترة.

### القرن الحادي والعشرون
بدأت فيلادلفيا تشهد زيادة في عدد سكانها بدءًا من عام 2007، واستمر هذا النمو بوتيرة سنوية تدريجية حتى الوقت الحاضر. وقد نشأت حركة هجرة من مدينة نيويورك إلى فيلادلفيا، حيث يختار السكان الانتقال إلى مدينة كبيرة قريبة نسبيًا وتتميز بتكلفة معيشة أقل.

## الجغرافيا

### التضاريس
الموقع الجغرافي لفيلادلفيا يقع تقريبًا عند خط عرض 40° 0′ 34″ شمالًا وخط طول 75° 8′ 0″ غربًا. يمر خط العرض الأربعون عبر أحياء في شمال شرق فيلادلفيا، شمال فيلادلفيا، وغرب فيلادلفيا، بما في ذلك حديقة فيرمونت. تمتد المدينة على مساحة 142.71 ميلًا مربعًا (369.62 كم²)، منها 134.18 ميلًا مربعًا (347.52 كم²) أرض، و8.53 ميلًا مربعًا (22.09 كم²)، أي ما يعادل 6% مياه. تشمل المسطحات المائية الطبيعية نهري ديلاوير وشويلكيل، والبحيرات في حديقة فرانكلين ديلانو روزفلت، والجداول مثل كوبس، ويساهيكون، وبينيباك. أكبر مسطح مائي صناعي هو خزان المياه في حديقة فيرمونت.
أدنى نقطة في المدينة هي مستوى سطح البحر، وأعلى نقطة تقع في منطقة تشيسنوت هيل، حوالي 446 قدمًا (136 مترًا) فوق مستوى سطح البحر، عند شارع ساميت قرب تقاطع شارع جيرمانتاون وطريق بيت لحم. تقع فيلادلفيا على خط سقوط الساحل الأطلسي الذي يفصل بين السهل الأطلسي ومنطقة بيدمونت. تم غمر منحدرات نهر شويلكيل عند إيست فولز بعد الانتهاء من بناء السد في محطة مياه فيرمونت.
تعتبر المدينة مركزًا لمقاطعة خاصة بها، وتحدها ست مقاطعات مجاورة: مونتغومري من الشمال الغربي، وبوكس من الشمال والشمال الشرقي، وبيرلينغتون في نيوجيرسي من الشرق، وكامدن في نيوجيرسي من الجنوب الشرقي، وغلوستر في نيوجيرسي من الجنوب، وديلاوير من الجنوب الغربي.

### المشهد العمراني
تعود تاريخية العمارة في فيلادلفيا إلى الحقبة الاستعمارية، وتشمل مجموعة واسعة من الأساليب المعمارية. كانت المباني الأولى تُبنى من الأخشاب، لكن استخدام الطوب أصبح شائعًا بحلول عام 1700. خلال القرن الثامن عشر، سيطرت العمارة الجورجية على المشهد العمراني، ومن أبرز معالمها قاعة الاستقلال وكنيسة المسيح.
في العقود الأولى من القرن التاسع عشر، كانت العمارة الفيدرالية والنهضة اليونانية الأساليب السائدة التي أنتجها معماريو فيلادلفيا مثل بنيامين لاتروب، ويليام ستريكلاند، وجون هافيلاند، وجون نوتمان، وتوماس والتر، وصموئيل سلون. يُعتبر فرانك فورنيس أعظم معماري في فيلادلفيا في النصف الثاني من القرن التاسع عشر، وكان معاصروه من بينهم جون ماك آرثر الابن، وأديسون هاتون، وويلسون إير، وإخوان ويلسون، وهوراس ترومبوير. في عام 1871، بدأ بناء مبنى بلدية فيلادلفيا على طراز الإمبراطورية الثانية. تم إنشاء لجنة التاريخ التاريخي لفيلادلفيا في عام 1955 للحفاظ على التاريخ الثقافي والمعماري للمدينة، حيث تدير اللجنة سجل فيلادلفيا للأماكن التاريخية، وتضيف المباني والهياكل والمواقع والأشياء والأحياء التاريخية حسب الحاجة.

## السكان
وفقًا لتعداد الولايات المتحدة لعام 2020، بلغ عدد سكان فيلادلفيا 1,603,797 نسمة، مما يمثل زيادة بنسبة 1.2% مقارنة بتقديرات تعداد عام 2019. كان التركيب العرقي للمدينة كما يلي: 39.3% من السود فقط (42.0% من السود فقط أو مع مجموعات أخرى)، 36.3% من البيض فقط (41.9% من البيض فقط أو مع مجموعات أخرى)، 8.7% من الآسيويين فقط، 0.4% من الأمريكيين الأصليين وسكان ألاسكا فقط، 8.7% من أعراق أخرى، و6.9% من الأعراق المختلطة. كما كان 14.9% من السكان من أصل إسباني أو لاتيني.
حصل 34.8% من السكان على درجة البكالوريوس أو أعلى. وتحدث 23.9% منهم لغة غير الإنجليزية في المنازل، وكانت الإسبانية أكثرها شيوعًا بنسبة 10.8%. كما أن 15.0% من السكان ولدوا في الخارج، ونحو نصفهم من الحاصلين على الجنسية الأمريكية. ويمثل المحاربون القدامى 3.7% من السكان. بلغ متوسط دخل الأسرة 52,889 دولارًا، وكان 22.8% من السكان يعيشون في فقر. استخدم 49.5% من السكان السيارة للوصول إلى العمل منفردين، بينما استخدم 23.2% وسائل النقل العام، و8.2% شاركوا في التنقل مع آخرين، و7.9% مشوا، و7.0% عملوا من المنزل. متوسط مدة التنقل للعمل هو 31 دقيقة.
بعد تعداد عام 1950، الذي سجل رقمًا قياسيًا بوجود 2,071,605 نسمة، بدأت المدينة تشهد انخفاضًا طويلًا في عدد السكان. وصل العدد إلى أدنى مستوى له في عام 2006 بـ 1,488,710 نسمة قبل أن يبدأ بالارتفاع مجددًا. بين عامي 2006 و2017، أضافت فيلادلفيا 92,153 نسمة. في عام 2017، قدّر مكتب الإحصاء الأمريكي أن التركيب العرقي للمدينة كان 41.3% من السود (غير اللاتينيين)، 34.9% من البيض (غير اللاتينيين)، 14.1% من أصل إسباني أو لاتيني، 7.1% من الآسيويين، 0.4% من السكان الأصليين، 0.05% من سكان جزر المحيط الهادئ، و2.8% من الأعراق المختلطة.

### الدين
في دراسة أجراها مركز بيو للأبحاث عام 2014، عرّف 68% من سكان المدينة أنفسهم كمسيحيين. من بين هؤلاء المسيحيين في المدينة والمنطقة المحيطة، أقرّ حوالي 41% بحضور مجموعة متنوعة من الكنائس التي يمكن اعتبارها بروتستانتية، في حين اعتبر 26% أنفسهم من الكاثوليك.
تهيمن الطوائف البروتستانتية الرئيسية على المجتمع المسيحي البروتستانتي في فيلادلفيا، ومن بينها الكنيسة اللوثرية الإنجيلية في أمريكا، والكنيسة المتحدة للمسيح، والكنيسة الأسقفية في الولايات المتحدة، والكنيسة المشيخية (الولايات المتحدة الأمريكية)، والكنائس المعمدانية الأمريكية. ومن أبرز الهيئات البروتستانتية الرئيسية في المدينة أبرشية بنسلفانيا الأسقفية. كما تأسست في فيلادلفيا الكنيسة الأسقفية الميثودية الأفريقية. تاريخيًا، ترتبط المدينة ارتباطًا قويًا بالكوكرز (أصدقاء الرب)، والديانة الوحدوية، وحركة الثقافة الأخلاقية، وكلها لا تزال ممثلة في المدينة حتى اليوم. ويقع مؤتمر أصدقاء الكوكرز العام في فيلادلفيا. أما البروتستانت الإنجيليون، الذين يشكلون أقل من 15% من السكان، فهم أيضًا متواجدون بشكل بارز.

### اللغات
بحسب بيانات عام 2010، يتحدث 79.12% (أي 1,112,441) من سكان فيلادلفيا الذين تبلغ أعمارهم خمس سنوات فأكثر الإنجليزية كلغة أساسية في المنزل، في حين كان 9.72% (136,688) يتحدثون الإسبانية، و1.64% (23,075) الصينية، و0.89% (12,499) الفيتنامية، و0.77% (10,885) الروسية، و0.66% (9,240) الفرنسية، و0.61% (8,639) لغات آسيوية أخرى، و0.58% (8,217) لغات أفريقية، و0.56% (7,933) الكمبودية (المن-خميرية)، وكان الإيطالية اللغة الرئيسية لـ 0.55% (7,773) من السكان فوق سن الخامسة. وبشكل إجمالي، تحدث 20.88% (293,544) من سكان فيلادلفيا فوق سن الخامسة لغة أم غير الإنجليزية.

### الفقر
تضم فيلادلفيا العديد من برامج مكافحة الفقر الغذائي، ومن أكبرها برنامج "فيلابندانس" الذي يزعم أنه يطعم 90,000 شخص أسبوعياً، وبرنامج "شير فود" الذي يزعم أنه يطعم مليون شخص شهرياً.

## الاقتصاد
تُعتبر الصلات الجغرافية ووسائل النقل القوية بين فيلادلفيا وغيرها من الاقتصادات الحضرية الكبرى على الساحل الشرقي للولايات المتحدة ميزة تنافسية كبيرة لتأسيس الأعمال وريادة الأعمال. تُعد المدينة مركز النشاط الاقتصادي في ولاية بنسلفانيا ومنطقة مترو فالي ديلوير التي تضم أربع ولايات. تستضيف فيلادلفيا مقر خمس شركات مدرجة ضمن قائمة فورتشن 500. واعتبارًا من عام 2021، يُقدّر الناتج المحلي الإجمالي لمنطقة مترو فيلادلفيا بنحو 479 مليار دولار أمريكي، بزيادة عن 445 مليار دولار في عام 2017 حسب بيانات مكتب التحليل الاقتصادي، مما يجعلها تاسع أكبر اقتصاد حضري في الولايات المتحدة.

### التمويل والشركات
تُعتبر بورصة فيلادلفيا التي استحوذت عليها ناسداك في عام 2007، رائدة عالميًا في تداول الخيارات. تستضيف المدينة مقرات شركة كومكاست، أكبر شركة اتصالات متعددة الجنسيات في الولايات المتحدة؛ بالإضافة إلى تجمعات التأمين مثل سيغنا وكولونيال بن وإندبندنس بلو كروس. كما تضم المدينة شركات في مجالات متنوعة تشمل خدمات الطعام مثل أرامارك، وشركات تصنيع الكيماويات مثل إف إم سي وروهم آند هاس، وشركات الأدوية مثل جلاكسو سميث كلاين وأميكوس ثيرابيوتكس وسبارك ثيرابيوتكس، وتجار الملابس مثل فايف بيلو وأربان أوتفترز وفرعها أنثروبولوجي، وتاجر قطع غيار السيارات بيب بويز، وشركة إنتاج الفولاذ المقاوم للصدأ كاربنتر تكنولوجي كوربوريشن.

### التكنولوجيا والتقنيات الحيوية
تُعتبر فيلادلفيا مركزًا مهمًا لتكنولوجيا المعلومات والتكنولوجيا الحيوية. تستقطب فيلادلفيا وولاية بنسلفانيا مشاريع جديدة في علوم الحياة. اعتبارًا من عام 2024، يحتل وادي ديلاوير مكانة من بين أكبر خمسة مراكز لرأس المال الاستثماري في الولايات المتحدة، وذلك بفضل قربه من الأنظمة البيئية الريادية والمالية في مدينة نيويورك، وكذلك من البيئة التنظيمية الفيدرالية في واشنطن العاصمة.

### السياحة
تجذب تاريخ فيلادلفيا العديد من السياح، حيث استقبل منتزه الاستقلال الوطني التاريخي، الذي يشمل جرس الحرية وقاعة الاستقلال ومواقع تاريخية أخرى، أكثر من 5 ملايين زائر في عام 2016. استقبلت المدينة في نفس العام 42 مليون سائح داخلي أنفقوا 6.8 مليار دولار، مما حقق تأثيرًا اقتصاديًا إجماليًا يقدر بـ 11 مليار دولار في المدينة والمقاطعات الأربع المحيطة في بنسلفانيا. كما تستضيف فيلادلفيا فعالية ركوب الدراجات العارية السنوية التي تجذب مشاركين من جميع أنحاء الولايات المتحدة ومن مختلف دول العالم.

### التجارة والنقل
شهد مطار فيلادلفيا الدولي، وهو بوابة رئيسية عبر الأطلسي ومحور عبور عبر القارة، توسعًا بنيويًا بقيمة 900 مليون دولار لزيادة الطاقة الاستيعابية للركاب وتحسين تجربة السفر، ولا يزال المطار يواصل تنفيذ برنامج نفقات رأسمالية مستمرة لتحديث المرافق وإضافة مزايا جديدة. ميناء فيلادلفيا، الذي شهد أعلى نسبة نمو من حيث حمولة الشحن في عام 2017 بين الموانئ البحرية الكبرى في الولايات المتحدة، ضاعف طاقته الاستيعابية لاستيعاب سفن الشحن فائقة الحجم بعد توسعة قناة بنما منذ عام 2018. كما تُعد محطة 30 ستريت في فيلادلفيا ثالث أكثر محطات أمتراك ازدحامًا، بعد محطة بن في مانهاتن ومحطة الاتحاد في واشنطن العاصمة، حيث تنقل أكثر من 4 ملايين راكب قطار بين المدن سنويًا.

## التعليم

### التعليم الابتدائي والثانوي
تُقدّم العديد من المؤسسات الخاصة والعامة التعليم في فيلادلفيا. تُعدّ منطقة مدارس فيلادلفيا هي المنطقة التعليمية المحلية التي تدير المدارس العامة في جميع أنحاء المدينة. تعتبر منطقة مدارس فيلادلفيا ثامنة أكبر منطقة مدرسية في الولايات المتحدة، حيث تضم 142,266 طالبًا موزعين على 218 مدرسة عامة تقليدية و86 مدرسة مستقلة حتى عام 2014.

### التعليم العالي
تضم فيلادلفيا مرافق طبية وبحثية بارزة مثل كلية الطب بجامعة بنسلفانيا ومستشفى الأطفال في فيلادلفيا. وتُعتبر المدينة ثالث أكبر مركز طلابي على الساحل الشرقي للولايات المتحدة، حيث يدرس بها أكثر من 120,000 طالب جامعي داخل المدينة، وما يقرب من 300,000 طالب في منطقة العاصمة الكبرى. تضم منطقة فيلادلفيا أكثر من 80 كلية وجامعة ومدرسة مهنية ومتخصصة. كما تحتضن المدينة إحدى الجامعات المؤسسة لرابطة الجامعات الأمريكية، وهي جامعة بنسلفانيا، إحدى جامعات رابطة اللبلاب، والتي تُعتبر أول جامعة تأسست في الولايات المتحدة.

## القانون والحكومة

### السلامة العامة
يوفر قسم إطفاء فيلادلفيا خدمات الحماية من الحرائق والطوارئ الطبية (EMS). وتتمثل مهمة القسم الرسمية في حماية السلامة العامة من خلال الاستجابة السريعة والمهنية للحالات الطارئة، بالإضافة إلى تعزيز التدابير الوقائية الفعالة للطوارئ. تشمل هذه المهمة جميع وظائف مكافحة الحرائق التقليدية، بما في ذلك إخماد الحرائق، مع تشغيل 60 وحدة محركات و30 وحدة سلالم، بالإضافة إلى وحدات متخصصة ووحدات دعم منتشرة في جميع أنحاء المدينة. كما يوجد وحدات متخصصة لمكافحة الحرائق في مطار فيلادلفيا الدولي وميناء فيلادلفيا. ويقوم مكتب مفتش الحرائق بإجراء التحقيقات لتحديد أسباب الحرائق وتطوير استراتيجيات وقائية. ويشمل القسم أيضًا برامج توعية للوقاية من الحرائق، وخدمات دعم مثل البحث والتخطيط، وإدارة مركز اتصالات الحرائق ضمن نظام الطوارئ 911 الخاص بالمدينة، وتشغيل أكاديمية إطفاء فيلادلفيا.

## البنية التحتية

### النقل
تخدم فيلادلفيا هيئة النقل الجنوبي الشرقي بنسلفانيا (SEPTA)، التي تدير الحافلات والقطارات ووسائل النقل السريع سواء كانت مترو أنفاق أو قطارات مرتفعة، بالإضافة إلى الترام والحافلات الكهربائية بدون سكة حديد عبر أنحاء فيلادلفيا والمقاطعات الأربع المحيطة في بنسلفانيا وهي باكس، تشيستر، ديلاوير، ومونتغمري، بالإضافة إلى خدمة تغطي مقاطعة ميرسر في نيوجيرسي (ترينتون) ومقاطعة نيو كاسل في ديلاوير (ويلمنغتون ونيوارك بولاية ديلاوير).
يتكون نظام المترو في المدينة من مسارين: القسم المترو لخط ماركت-فرانكفورد الذي يمتد شرقًا وغربًا تحت شارع ماركت، والذي افتتح غربًا عام 1905 وشرقًا عام 1908 عند مبنى المدينة، وخط برود ستريت الذي يمتد شمالًا وجنوبًا تحت شارع برود، والذي افتتح على مراحل بين 1928 و1938.
يخدم فيلادلفيا مطاران. مطار فيلادلفيا الدولي (PHL)، الأكبر بينهما، يقع على بعد 7 أميال (11 كيلومترًا) جنوب-جنوب غرب مركز المدينة على حدود مقاطعة ديلاوير، ويوفر خدمات جوية داخلية ودولية مجدولة. اعتبارًا من عام 2023، يُعد مطار فيلادلفيا الدولي المطار الحادي والعشرين الأكثر ازدحامًا في الولايات المتحدة، حيث يستقبل أكثر من 13.6 مليون مسافر. كما يُعتبر من بين أكثر المطارات ازدحامًا في العالم من حيث حركة الطائرات، بما في ذلك عمليات الإقلاع والهبوط. يمر عبر المطار أكثر من 30 مليون مسافر سنويًا عبر 25 شركة طيران، تشمل جميع شركات الطيران الكبرى المحلية. يحتوي المطار على ما يقرب من 500 رحلة يوميًا إلى أكثر من 120 وجهة حول العالم. كما توفر خط مطار SEPTA خدمة مباشرة بين محطات قطارات مركز المدينة ومطار فيلادلفيا الدولي.

## توأمة
تضم فيلادلفيا ثماني مدن شقيقة رسمياً وفقاً لمنظمة دبلوماسية المواطن الدولية في فيلادلفيا. للمدينة معالم مكرسة لمدنها الشقيقة، منها "منتزه المدن الشقيقة" الذي يمتد على مساحة 0.5 فدان (0.20 هكتار) عند تقاطع شارع 18 وطريق بنجامين فرانكلين في منطقة لوغان سكوير، وقد تم تدشينه في يونيو 1976. بُني المنتزه لإحياء ذكرى أول علاقتين مدينيتين شقيقتين لفيلادلفيا مع كل من تل أبيب وفلورنسا.
كما تم إنشاء "مثلث تورون" تكريماً لعلاقة المدينة الشقيقة مع تورون في بولندا عام 1976، وهو يقع غرب مبنى United Way عند شارع 18 وطريق بنجامين فرانكلين. تم إعادة تصميم منتزه المدن الشقيقة وأُعيد افتتاحه في 2012، ويضم نافورة تفاعلية تكرم مدن فيلادلفيا الشقيقة وشركاءها، إضافة إلى مقهى ومركز زوار ومنطقة ألعاب للأطفال وحديقة خارجية وبركة للقوارب وجناح صُمم وفق معايير صديقة للبيئة.
بالإضافة إلى ذلك، تم إنشاء بوابة الحي الصيني عام 1984 بواسطة حرفيين من تيانجين، وتقع على شارع 10 في الجانب الشمالي من تقاطعه مع شارع آرتش، كرمز لعلاقة المدينة الشقيقة. كما شاركت منظمة دبلوماسية المواطن الدولية في مشروع "شركاء من أجل السلام" التابع لوزارة الخارجية الأمريكية مع مدينة الموصل في العراق، واستقبلت وفوداً زائرة من عشرات البلدان الأخرى.
لفيلادلفيا اتفاقيات توأمة مع كل من:
- الموصل
- فلورنسا (1964 -)
- تل أبيب (1966 -)
- تورون (1976 -)[24]
- تيانجين (1980 -)
- إنتشون (1984 -)
- دوالا (1986 -)
- نيجني نوفغورود (1992 -)
- أبروتسو
- آكس أون بروفانس
- كوبه
- سالفادور
- فرانكفورت (16 يوليو 2015 -)

## أعلام
- لورنس كلين
- غريس كيلي
- برادلي كوبر
- جون دي لانسي
- جيمس بوند
- أوتو مايرهوف
- جو فريزر
- فريدريك وينسلو تايلور
- كوبي براينت
- جورج دالاس
- ويل سميث
- بنجامين فرانكلين

## وصلات خارجية
- الموقع الرسمي (بالإنجليزية)